# 小行星53157
小行星53157（53157 Akaishidake）是一颗绕太阳运转的小行星，为主小行星带小行星。该小行星于1999年2月5日发现。
該小行星以日本的赤石岳命名。

## 轨道参数
小行星53157的轨道半长轴为2.5568238 UA，离心率为0.347。